# Lophiophora fulminans
Lophiophora fulminans là một loài bướm đêm trong họ Noctuidae.